# Bibbia TINTI

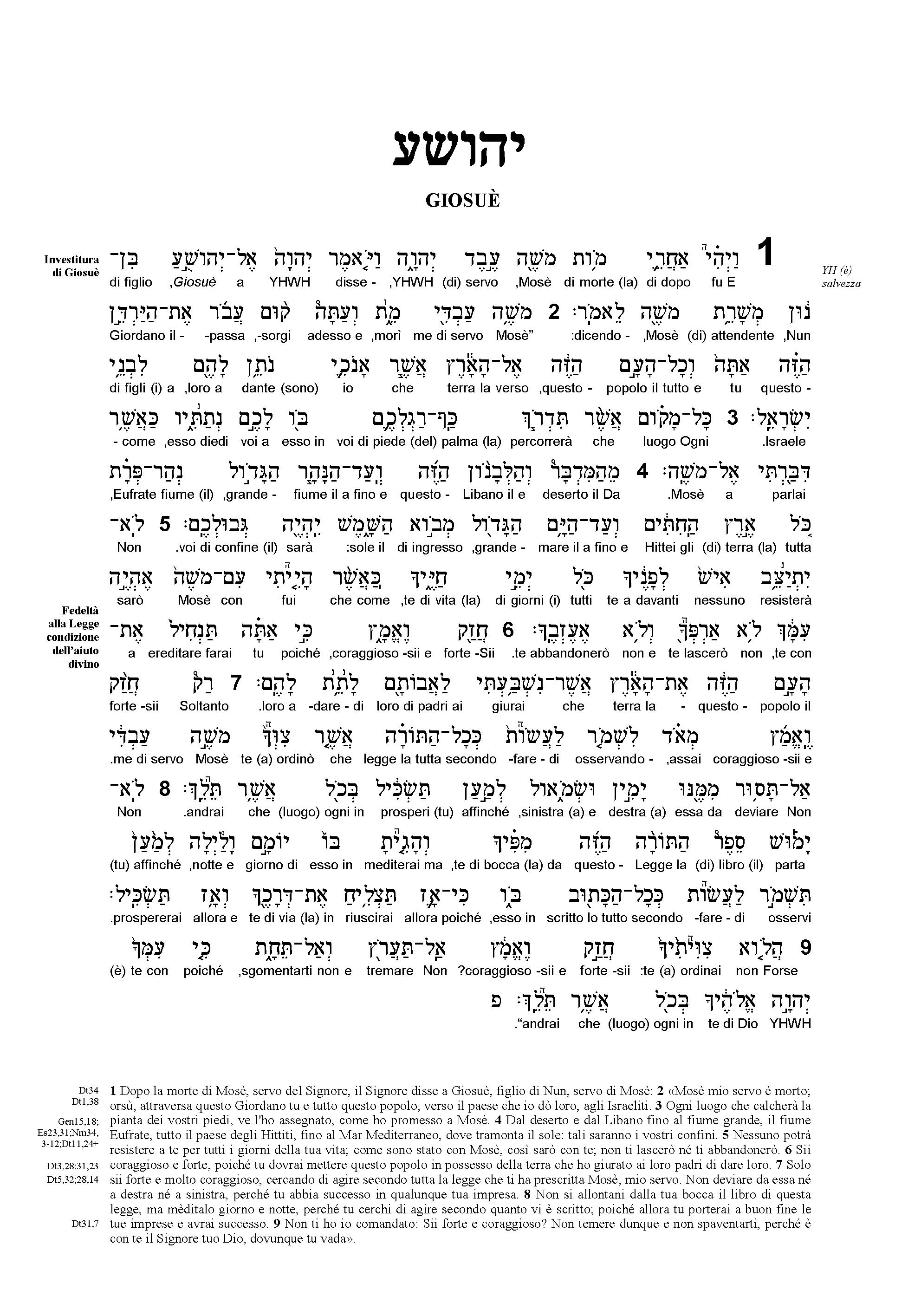
L'incipit del 7º volumetto della collana, Giosuè + Giudici

La Bibbia TINTI (Traduzione INTerlineare Italiana) è un progetto editoriale che contiene il testo biblico nelle lingue originali con traduzione interlineare italiana.
Contiene il testo biblico originale (ebraico, aramaico, greco) della Biblia Hebraica Stuttgartensia, dell'Edizione Rahlfs della Septuaginta (per le aggiunte proprie di alcuni libri) e del Greek New Testament, con traduzione interlineare, realizzato sulla base di diversi strumenti e versioni (CEI, Diodati, Garofalo, TOB). È accompagnata dalla versione italiana della Bibbia CEI a piè di pagina (versione 1974 per l'Antico Testamento, 2008 per il Nuovo Testamento), essenziali passi paralleli, varianti di lettura dei manoscritti, varianti delle versioni antiche (Peshitta, Settanta, Vulgata) o suggerite dal testo originale. 
La traduzione interlineare (cioè presente tra le linee del testo originale, in corrispondenza di ogni singolo termine) è fatta con il criterio di privilegiare il più possibile gli aspetti morfologico-sintattici del testo ebraico, anche a scapito, in alcuni casi, della semantica. Va letta da destra a sinistra, come il testo ebraico. In pochi casi usa alcuni neologismi nell'intento di rendere meglio il senso originario (p.es. "fuocare fuochi").
La collana è pubblicata in volumetti per i tipi delle EDB. Il curatore è Roberto Reggi.
Tra il 2001 e il 2014 sono stati pubblicati 30 singoli volumetti, e tra il  2011 e il 2014 sono state pubblicate 5 raccolte: Pentateuco, Profeti, Storici, Sapienziali, Vangeli e Atti.
La collana La Bibbia quadriforme (EDB, 2015-2019), ad opera dello stesso curatore, si compone di 19 volumi contenenti in doppia facciata l'intero testo ebraico veterotestamentario:
- Testo Masoretico ebraico con traduzione interlineare;
- traduzione italiana CEI 2008;
- testo greco della LXX con interlineare;
- versione latina della Nova Vulgata.